# Amaya Seguros
La Amaya Seguros, nota in precedenza come Moliner, Fosforera Vereco, Zor e BH, era una squadra maschile spagnola di ciclismo su strada, attiva nel professionismo tra il 1979 e il 1993.
Basata a Valladolid e diretta negli anni sempre da Javier Mínguez, la squadra ebbe tra le sue file importanti ciclisti spagnoli come Faustino Rupérez, Alberto Fernández Blanco, Pedro Muñoz, Álvaro Pino, Anselmo Fuerte e Jesús Montoya, vincendo per due volte la classifica generale della Vuelta a España con Rupérez (1980) e Pino (1986). Venne invitata anche più volte al Giro d'Italia e al Tour de France, affermandosi come una delle principali squadre spagnole del periodo.

## Storia
La squadra tra le sue origini nella Valladolid del 1966, quando l'imprenditore Ramón Chamorro "Moncho" Moliner e l'azienda di ceramiche Vereco si conobbero e cominciarono a sponsorizzare congiuntamente gare ciclistiche (il "Trofeo Vereco") e formazioni giovanili e dilettantistiche, tra cui la pluri-premiata Sava. Fu a un giovane cresciuto in una di queste formazioni, Javier Mínguez, che Moliner negli anni 1970 affidò la direzione della squadra dei dilettanti. Dopo una buona stagione 1978, la squadra debuttò finalmente tra i professionisti come Moliner-Vereco a inizio 1979, sfruttando un budget di 15 milioni di pesetas: spiccavano nell'organico del nuovo team i nomi dell'affermato Miguel María Lasa, del giovane Alberto Fernández Blanco e dei neo-pro Faustino Rupérez e Ángel Arroyo, provenienti dal team dei dilettanti. Nella prima stagione di attività fu Rupérez la sorpresa: al primo anno da pro concluse quarto alla Vuelta a España e vinse il titolo nazionale su strada.
Nelle stagioni subito seguenti, con l'arrivo del nuovo sponsor, gli accendini Zor, la squadra di Mínguez si impose nel panorama nazionale e internazionale. In maglia Zor Rupérez conquistò due tappe e la classifica finale della Vuelta a España 1980, la Volta Ciclista a Catalunya 1981 e il Giro del Piemonte 1982; altri due giovani del team, Pedro Muñoz e il già citato Alberto Fernández Blanco, conclusero secondi alla Vuelta rispettivamente nel 1981 e nel 1984 (Muñoz perse da Giovanni Battaglin, Fernández Blanco fu invece battuto per soli 6 secondi da Éric Caritoux, minor distacco nella storia di un Grande Giro). Dal 1980 al 1985 la squadra fu inoltre sempre invitata al Giro d'Italia, sfruttando le sponsorizzazioni di Selle Italia e dell'azienda milanese di catering Gemeaz Cusin. Nella "Corsa rosa" la formazione ottenne vittorie di tappa con Juan Fernández Martín nel 1980 e con Miguel María Lasa l'anno dopo; i migliori risultati arrivarono però nell'edizione 1983, con il terzo posto di Alberto Fernández Blanco (più due successi parziali suoi e uno di Eduardo Chozas), e al Giro 1985, con la vittoria di José Luis Navarro nella classifica GPM. Risale allo stesso periodo anche un grave lutto per la squadra, la scomparsa in un incidente stradale, il 14 dicembre 1984, del ventinovenne Alberto Fernández Blanco.
Nel 1986 la fornitura di telai passò all'azienda basca BH, che dal 1987 al 1990 avrebbe anche dato il nome alla squadra. Proprio nel 1986 il ventiseienne Álvaro Pino si aggiudicò la classifica finale della Vuelta a España precedendo a cronometro il britannico Robert Millar; l'anno dopo vinse anche la Volta Ciclista a Catalunya, e nel 1988 la classifica scalatori alla Vuelta. In quella stessa Vuelta furono protagonisti altri due uomini di Mínguez, Anselmo Fuerte e Laudelino Cubino, i quali, dopo aver portato la maglia del primato per diciotto giorni consecutivi (quattordici Cubino, quattro Fuerte), furono battuti entrambi da Sean Kelly, concludendo rispettivamente al terzo e quarto posto; BH piazzò comunque quattro uomini nella Top 10 (cinque tra i primi 13). Cubino vinse poi anche una tappa al Tour de France 1988, e il titolo nazionale e la classifica finale della Volta Ciclista a Catalunya nel 1990. Al Tour de France—risale al 1985 l'esordio del team alla Grande Boucle—BH fu in evidenza, oltre che con Cubino nel 1988, anche nelle edizioni del 1987, con i due successi parziali di Manuel Jorge Domínguez e Federico Echave, e del 1989, con la vittoria di Joël Pelier nella tappa di Futuroscope.
Dal 1991 al 1993 la formazione fu nota come Amaya Seguros, dal nome dell'assicurazione primo sponsor. I principali risultati arrivarono con Jesús Montoya, secondo alla Vuelta 1992, e con Laudelino Cubino, terzo alla Vuelta 1993. Al Tour de France Javier Murguialday e Oliverio Rincón vinsero una tappa ciascuno nel 1992 e nel 1993; sempre nel 1993 Antonio Martín Velasco fu il miglior giovane del Tour, prima della prematura scomparsa avvenuta per incidente nel febbraio 1994. A fine 1993, in seguito al ritiro dello sponsor, la squadra venne sciolta non avendo Mínguez trovato un nuovo sponsor (si parlò della creazione di una squadra a marchio Freixenet, ma senza esiti). Cubino firmò così con la Kelme e Rincón con la ONCE, mentre i sette ciclisti che avevano già rinnovato il contratto con Mínguez per il 1994, tra cui Mikel Zarrabeitia e Melchor Mauri, seguirono il ds alla Banesto capitanata da Miguel Indurain, rinforzandone le file e formando, a detta di alcuni, una vera e propria "super squadra" spagnola.

## Cronistoria

### Annuario
| Anno | Codice | Nome                                                                                    | Cat. | Biciclette | Dirigenza                                             |
| ---- | ------ | --------------------------------------------------------------------------------------- | ---- | ---------- | ----------------------------------------------------- |
| 1979 | -      | Moliner-Vereco                                                                          | Pro  | Masi       | Dir. sportivi: Javier Mínguez                         |
| 1980 | -      | Fosforera-Vereco-Campagnolo (fino a metà aprile) Zor-Vereco-Campagnolo (da metà aprile) | Pro  | Colnago    | Dir. sportivi: Javier Mínguez                         |
| 1981 | -      | Zor-Helios-Novostil                                                                     | Pro  | Helios     | Dir. sportivi: Javier Mínguez                         |
| 1982 | -      | Zor-Helios-Gemeaz Cusin                                                                 | Pro  | Helios     | Dir. sportivi: Javier Mínguez                         |
| 1983 | -      | Zor-Gemeaz Cusin-Rossin                                                                 | Pro  | Rossin     | Dir. sportivi: Javier Mínguez                         |
| 1984 | -      | Zor-Gemeaz Cusin                                                                        | Pro  | Razesa     | Dir. sportivi: Javier Mínguez                         |
| 1985 | -      | Zor-Gemeaz Cusin                                                                        | Pro  | Razesa     | Dir. sportivi: Javier Mínguez, José Luis López Cerrón |
| 1986 | -      | Zor-BH                                                                                  | Pro  | BH         | Dir. sportivi: Javier Mínguez, José Luis López Cerrón |
| 1987 | -      | BH                                                                                      | Pro  | BH         | Dir. sportivi: Javier Mínguez, José Luis López Cerrón |
| 1988 | -      | BH                                                                                      | Pro  | BH         | Dir. sportivi: Javier Mínguez, José Luis López Cerrón |
| 1989 | BH     | BH                                                                                      | Pro  | BH         | Dir. sportivi: Javier Mínguez, José Luis López Cerrón |
| 1990 | BH     | BH-Amaya Seguros                                                                        | Pro  | BH         | Dir. sportivi: Javier Mínguez, José Luis López Cerrón |
| 1991 | AMA    | Amaya Seguros                                                                           | Pro  | BH         | Dir. sportivi: Javier Mínguez, José Luis López Cerrón |
| 1992 | AMA    | Amaya Seguros                                                                           | Pro  | Razesa     | Dir. sportivi: Javier Mínguez, José Luis López Cerrón |
| 1993 | AMA    | Amaya Seguros                                                                           | Pro  | Razesa     | Dir. sportivi: Javier Mínguez, José Luis López Cerrón |

## Palmarès

### Grandi Giri
- Giro d'Italia

Partecipazioni: 6 (1980, 1981, 1982, 1983, 1984, 1985)
Vittorie di tappa: 5
1980: 1 (Juan Fernández Martín)
1981: 1 (Miguel María Lasa)
1983: 3 (2 Fernández Blanco, Chozas)
Vittorie finali: 0
Altre classifiche: 2
1983: Squadre
1985: Scalatori (José Luis Navarro)
- Tour de France

Partecipazioni: 8 (1985, 1986, 1987, 1988, 1989, 1991, 1992, 1993)
Vittorie di tappa: 6
1987: 2 (Domínguez, Echave)
1988: 1 (Laudelino Cubino)
1989: 1 (Joël Pelier)
1992: 1 (Javier Murguialday)
1993: 1 (Oliverio Rincón)
Vittorie finali: 0
Altre classifiche: 1
1993: Giovani (Antonio Martín Velasco)
- Vuelta a España

Partecipazioni: 15 (1979, 1980, 1981, 1982, 1983, 1984, 1985, 1986, 1987, 1988, 1989, 1990, 1991, 1992, 1993)
Vittorie di tappa: 28
1979: 1 (Miguel María Lasa)
1980: 2 (Faustino Rupérez)
1981: 4 (López Cerrón, Muñoz, Lasa, Arroyo)
1982: 1 (Ángel Camarillo)
1983: 2 (Fernández Martín, Fernández Blanco)
1985: 3 (2 Rodríguez, Camarillo)
1986: 1 (Álvaro Pino)
1987: 2 (Cubino, Rodríguez)
1988: 3 (2 Álvaro Pino, cronosquadre)
1989: 1 (Álvaro Pino)
1990: 1 (Patrice Esnault)
1991: 3 (Parra, Cubino, Montoya)
1992: 1 (Laudelino Cubino)
1993: 3 (Mauri, Montoya, Rincón)
Vittorie finali: 2
1980: Faustino Rupérez
1986: Álvaro Pino
Altre classifiche: 10
1980: Scalatori (Juan Fernández Martín)
1981: Squadre
1983: Squadre
1985: Squadre
1986: Squadre
1988: Scalatori (Álvaro Pino), Squadre
1992: Squadre
1993: Combinata (Jesús Montoya), Squadre